# La vida es una
La vida es una (estilizado en mayúsculas) es el tercer álbum de estudio del rapero y cantante puertorriqueño Myke Towers. Fue publicado el 23 de marzo de 2023 a través de Warner Music Latina. Con 23 canciones, hay colaboraciones de Arcángel, J Balvin, Chita, Ozuna y Daddy Yankee.
Contiene los sencillos «Ulalá» y «Aguardiente» que fueron publicados antes del lanzamiento del álbum, mientras que «Lala» fue publicado como el sencillo principal meses después que el álbum debido a su popularidad en TikTok. En los aspectos musicales, contempla los géneros de reguetón, afrobeat, reggae y hip hop. Con la publicación del álbum, consiguió su tercer top diez en la lista Top Latin Albums de Billboard.
Meses después, el cantante expresaba que su «etapa creativa» del álbum no ha concluido, aludiendo a canciones que no fueron incluidas en el material. Un álbum de estudio con esas canciones inéditas, LVEU: Vive la tuya… No la mía, fue publicado en noviembre del mismo año.

## Lista de canciones
- Nota: Los títulos de las canciones están estilizados en mayúsculas.

| N.º      | Título                                     | Productor(es)                                | Duración |  |
| 1.       | «Voodoo»                                   | Rvssian · Dinay Beats                        | 2:46     |  |
| 2.       | «Mi droga»                                 | Chalko · YannC El Armónico · Makalo          | 2:43     |  |
| 3.       | «Más allá»                                 | Fly Twilightzone                             | 3:53     |  |
| 4.       | «Ulalá (Ohh la la)» (junto a Daddy Yankee) | Play-N-Skillz                                | 3:08     |  |
| 5.       | «No salgo»                                 | Benjamin Lasnier · lovelife                  | 2:32     |  |
| 6.       | «Conocerte» (junto a Ozuna)                | Fara                                         | 3:43     |  |
| 7.       | «Mundo cruel»                              | Sky Rompiendo                                | 3:37     |  |
| 8.       | «Cama King» (con Chita)                    | Tainy                                        | 2:43     |  |
| 9.       | «Sábado»                                   | Play-N-Skillz                                | 2:58     |  |
| 10.      | «Cenizas quedan»                           | Tainy                                        | 2:47     |  |
| 11.      | «Lo que pide»                              | Benjamin Lasnier · LukasBL                   | 3:49     |  |
| 12.      | «Extra extra»                              | Ambezza · DLo Beats · JoeFromYO              | 2:58     |  |
| 13.      | «Tu rehén»                                 | Sky Rompiendo                                | 2:58     |  |
| 14.      | «Bella Kyal»                               | Súbelo NEO                                   | 3:07     |  |
| 15.      | «Celos» (junto a J Balvin)                 | Sky Rompiendo                                | 2:49     |  |
| 16.      | «Aguardiente»                              | Sky Rompiendo · Taiko                        | 2:47     |  |
| 17.      | «El calentón»                              | Fly Twilightzone · Cheo Legendary · David B. | 3:22     |  |
| 18.      | «Don & Tego» (junto a Arcángel)            | Bass Charity · Mvsis                         | 3:04     |  |
| 19.      | «En alta»                                  | Nesty                                        | 3:52     |  |
| 20.      | «Flow Jamaican»                            | Di Genius                                    | 3:34     |  |
| 21.      | «Equix»                                    | Montana the Producer                         | 2:32     |  |
| 22.      | «Lala»                                     | Chalko · YannC El Armónico                   | 3:17     |  |
| 23.      | «Lo logré»                                 | Benjamin Lasnier · Pilfinger                 | 4:03     |  |
| 01:13:22 |                                            |                                              |          |  |

## Posicionamiento en listas
| Listas (2023)                        | Mejor posición |
| ------------------------------------ | -------------- |
| España (Top 100 Álbumes)             | 4              |
| Estados Unidos (Billboard 200)       | 173            |
| Estados Unidos (Latin Rhythm Albums) | 5              |
| Estados Unidos (Top Latin Albums)    | 9              |

| Listas (2023)                     | Posición |
| --------------------------------- | -------- |
| Estados Unidos (Top Latin Albums) | 40       |

| Listas (2024)                     | Posición |
| --------------------------------- | -------- |
| Estados Unidos (Top Latin Albums) | 71       |

## Certificaciones
| País (Certificador) | Certificación      | Ventas certificadas |
| --- | ------------------ | ------------------- |
| España (PROMUSICAE) | Oro                | 20 000^             |
| Estados Unidos (RIAA) | 3× Platino (Latin) | 180 000^            |
| ^cifras de envíos basadas únicamente en la certificación xcifras no especificadas basadas únicamente en la certificación |                    |                     |